# 陆元九
陆元九（1920年1月9日—2023年6月6日），男，汉族，安徽省来安县人，出生于安徽滁县，中华人民共和国陀螺及惯性导航专家，曾任中国航天工业总公司研究员、总工程师、科技委员会常委。

## 生平
- 1941年毕业于重庆国立中央大学工学院航空工程系。
- 1941年至1943年在国立武汉大学工学院机械系任教。
- 1943年至1945年回中央大学工学院航空工程系任助教。
- 1945年到美国麻省理工学院航空工程系学习。
- 1949年获麻省理工学院博士学位。
- 1956年回国，参加筹建中国科学院自动化研究所并先后任该所研究员兼研究室主任、副所长。[1]
- 1964年，出版《陀螺及惯性导航原理（上册）》，是中国惯性技术方面最早的专著之一。[1]
- 文革期间受到迫害与冲击。
- 1980年当选为中国科学院院士（学部委员）。
- 1984年，任中华人民共和国航天工业部总工程师、科技委员会常委。[1]
- 1994年选聘为中国工程院院士。[2]
- 2021年获颁七一勋章。[3]
- 2023年6月6日在北京逝世，享嵩寿103岁。[4]

## 家庭
妻子王焕葆，岳父王星拱。